# Kfz-Kennzeichen (Turkmenistan)

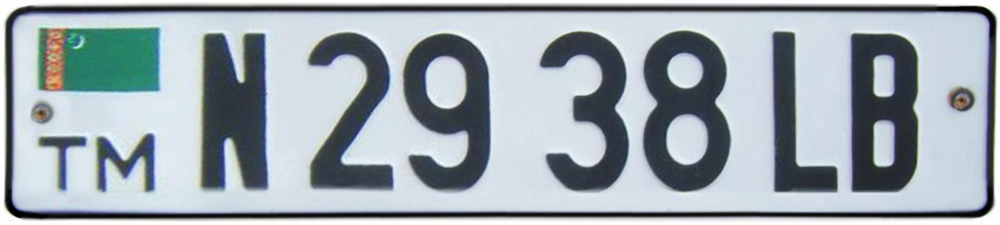
Kfz-Kennzeichen aus Turkmenistan

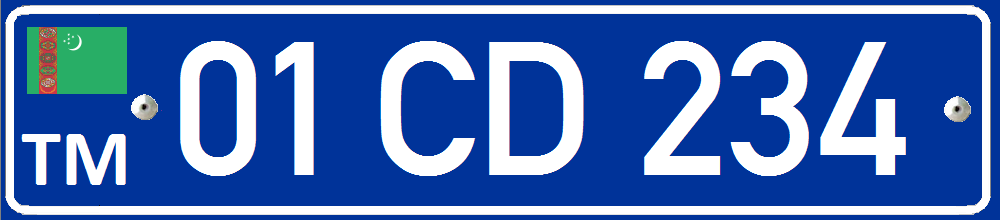
Diplomatenkennzeichen

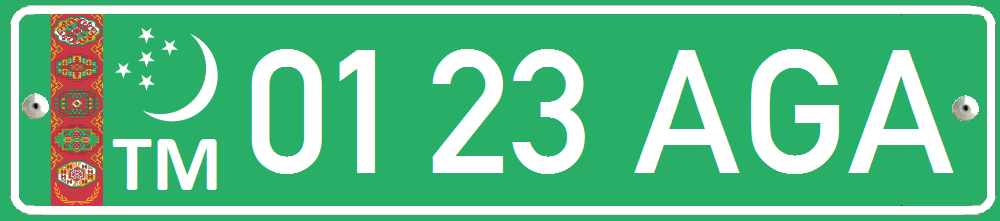
Regierungskennzeichen

Die Kfz-Kennzeichen Turkmenistans besitzen in der Regel schwarze Schrift auf weißem Hintergrund. Sie entsprechen dem europäischen Standard und zeigen am linken Rand die Flagge Turkmenistans sowie die Buchstaben TM. Die Kombination beginnt mit einem oder (seit 2009) zwei Buchstaben, gefolgt von vier Ziffern. Am Ende geben zwei weitere Buchstaben die Provinz an, in der das Fahrzeug registriert wurde. Als Schriftart wird eine leichte Abwandlung der deutschen DIN-Schrift genutzt, wobei es meist zu einer Kombination aus Mittel- und Engschrift kommt.

Kennzeichen für Ausländer besitzen gelben Hintergrund. Sie zeigen nach einer Ziffer den Buchstaben H sowie eine fortlaufende fünfstellige Nummer. Diplomatenkennzeichen weisen eine blaue Grundfarbe und weiße Schriftzeichen auf. Ihre Kombination besteht aus der Kodierung des Herkunftslandes mittels zweier Ziffern, den Buchstaben CD und einer fortlaufenden Nummer.

Für Behörden und militärische Einrichtungen werden Nummernschilder mit dunkelgrünem Grund ausgegeben. Sie zeigen ganz links Elemente der turkmenischen Flagge und die Buchstaben TM. Weiterhin folgen vier Ziffern, der Regionscode und ein weiterer Buchstabe. Militärkennzeichen verzichten auf die Regionsbuchstaben und zeigen stattdessen die Kombination GM. Während der Parade zum 20. Jahrestag der Unabhängigkeit wurden unter anderem grüne Nummernschilder mit der Aufschrift DABARA verwendet.
Als Teil der Sowjetunion verwendete die Turkmenische SSR sowjetische Kennzeichen. Das aktuelle Kennzeichensystem wurde 1994 und damit drei Jahre nach der Unabhängigkeit eingeführt.

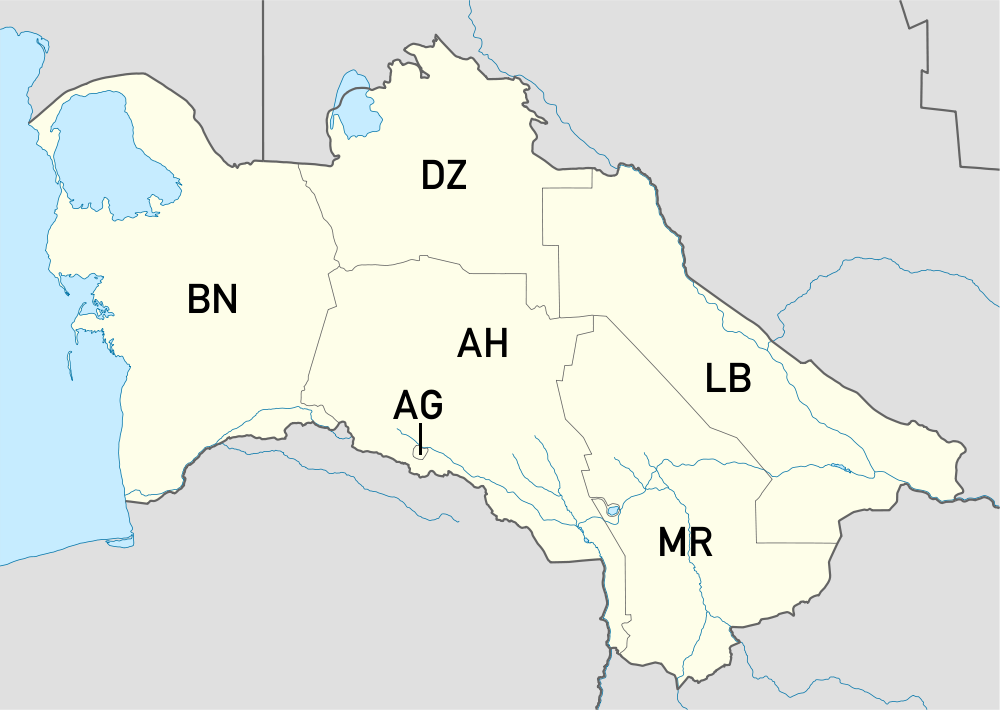
Geografische Verteilung der Kürzel

| Kürzel | UdSSR                      | Region          |
| ------ | -------------------------- | --------------- |
| AG     | АШ                         | Stadt Aşgabat   |
| AH     | АШ                         | Provinz Ahal    |
| BN     | НТ (bis 1988) БЛ (ab 1991) | Provinz Balkan  |
| DZ     | ТЗ                         | Provinz Daşoguz |
| LB     | ЧР                         | Provinz Lebap   |
| MR     | МХ                         | Provinz Mary    |